# Pic de Xemeneies
El Pic de Xemeneies és una muntanya de 2.827,5 metres que es troba en el terme municipal d'Alt Àneu, a la comarca del Pallars Sobirà. Antigament per ell passava la partió entre el territori de la Mancomunitat dels Quatre Pobles i el de l'antic terme de Son.
Forma part de la carena que separa la vall de Gerber de la vall de Cabanes. Està situat al sud-est de l'Estany Gerber, al sud-oest del Pui de la Bonaigua, al nord-est de los Tres Puis i al nord de l'Estany de Bassiero.